# Casa al carrer Sant Benet, 21 (Valls)
La Casa al carrer Sant Benet, 21 és una obra de Valls (Alt Camp) protegida com a Bé Cultural d'Interès Local.

## Descripció
La casa se situa a la cantonada entre els carrers Sant Benet i Sant Josep. És un antic magatzem de planta quadrada en estat ruïnós. Conserva la fesomia d'una arquitectura popular i vernacle. La façana que dona al carrer Sant Benet tenia sis obertures d'arcs d'obra vista, tres de mig punt i els altres quatre són carpanells. La fatxada del carrer Sant Josep té tres arcades, una de mig punt i les altres són arcs carpanells. La coberta era de teula ceràmica.